# Enjoy the Silence
Enjoy the Silence är en låt av den brittiska gruppen Depeche Mode. Det är gruppens tjugofjärde singel och den andra från albumet Violator. Singeln släpptes den 5 februari 1990 och nådde som bäst 1:a plats på Trackslistan i Sverige och 6:e plats på den brittiska singellistan. 

## B-sidans låtar
"Memphisto" (en kombination av Memphis och Mephisto) är en instrumental låt, som handlar om en, av Martin Gore påhittad, film där Elvis spelar djävulen. Den instrumentala "Sibeling" syftar på den finländske tonsättaren Jean Sibelius.

## Musikvideo
Anton Corbijn regisserade musikvideon, där sångaren Dave Gahan, klädd som en kung med krona och mantel, vandrar i Skotska högländerna, vid Portugals kust och i schweiziska alperna med en fällstol. Han söker efter en plats, där han kan njuta av tystnaden.
"Enjoy the Silence" utsågs till bästa brittiska singel vid BRIT Awards 1991.

## Utgåvor och låtförteckning
Samtliga sånger är komponerade av Martin Gore.
7", kassett: Mute / Bong18, CBong18 (UK)
1. "Enjoy the Silence" – 4:15
2. "Memphisto" – 4:02

12": Mute / 12Bong18 (UK)
1. "Enjoy the Silence" – 4:15
2. "Enjoy the Silence (Hands and Feet Mix)" – 7:18
3. "Enjoy the Silence (Ecstatic Dub)" – 5:54
4. "Sibeling" – 3:14

12": Mute / L12Bong18 (UK)
1. "Enjoy the Silence (Bass Line)" – 7:40
2. "Enjoy the Silence (Harmonium)" – 2:41
3. "Enjoy the Silence (Ricki Tik Tik Mix)" – 5:27
4. "Memphisto" – 4:05

12": Mute / XL12Bong18 (UK)
1. "Enjoy the Silence (The Quad: Final Mix)" – 15:30

CD: Mute / CDBong18 (UK)
1. "Enjoy the Silence" – 4:16
2. "Enjoy the Silence (Hands and Feet Mix 3" Edit)" – 6:41
3. "Enjoy the Silence (Ecstatic Dub Edit)" – 5:45
4. "Sibeling" – 3:15

CD: Mute / LCDBong18 (UK)
1. "Enjoy the Silence (Bass Line)" – 7:40
2. "Enjoy the Silence (Harmonium)" – 2:41
3. "Enjoy the Silence (Ricki Tik Tik Mix)" – 5:27
4. "Memphisto" – 4:05

CD: Mute / XLCDBong18 (UK)
1. "Enjoy The Silence (The Quad: Final Mix)" - 15:27

CD: Mute / CDBong18X (EU)
1. "Enjoy the Silence" – 4:15
2. "Memphisto" – 4:02
3. "Enjoy the Silence (Hands and Feet Mix 3" Edit)" – 6:41
4. "Enjoy the Silence (Ecstatic Dub Edit)" – 5:45
5. "Sibeling" – 3:15
6. "Enjoy the Silence (Bass Line)" – 7:42
7. "Enjoy the Silence (Harmonium)" – 2:41
8. "Enjoy the Silence (Ricki Tik Tik Mix Promo Version)" – 5:59
9. "Enjoy the Silence (The Quad: Final Mix)" – 15:30

Promo 12": Mute / P12Bong18 (UK)
1. "Enjoy the Silence (Bass Line)" – 7:40
2. "Enjoy the Silence (Hands and Feet Mix 3" Edit)" – 6:41
3. "Enjoy the Silence" – 4:15

Promo CD: Mute / CDBong18R (UK)
1. "Enjoy the Silence" – 4:15
2. "Memphisto" – 4:02

12"/kassett: Sire/Reprise / 0-21490 / 4-21490 (US)
1. "Enjoy the Silence (The Quad: Final Mix)" – 15:27
2. "Enjoy the Silence (Ecstatic Dub)" – 5:54
3. "Enjoy the Silence (Bass Line)" – 7:40
4. "Enjoy the Silence (Hands and Feet Mix)" – 7:20
5. "Memphisto" – 4:05

CD: Sire/Reprise / 21490-2 (US)
1. "Enjoy the Silence" – 4:15
2. "Enjoy the Silence (Hands and Feet Mix)" – 7:18
3. "Sibeling" – 3:15
4. "Enjoy the Silence (Bass Line)" – 7:40
5. "Enjoy the Silence (Ecstatic Dub)" – 5:54
6. "Memphisto" – 4:02
7. "Enjoy the Silence (Ricki Tik Tik Mix)" – 5:27
8. "Enjoy the Silence (Harmonium)" - 2:41

Promo CD: Sire/Reprise / PRO-CD-3976 (US)
1. "Enjoy the Silence" – 4:18
2. "Enjoy the Silence (Hands and Feet Mix)" – 7:20
3. "Enjoy the Silence (Bass Line)" – 7:40

## Enjoy the Silence 04
"Enjoy the Silence" återutgavs som singel den 18 oktober 2004 och återfinns på remixalbumet Remixes 81–04 med titeln "Enjoy the Silence (Reinterpreted)". Den nådde som bäst 7:e plats på den brittiska singellistan.

## Utgåvor och låtförteckning
Samtliga sånger är komponerade av Martin Gore.
CD: Mute / CDBong34 (EU)
1. "Enjoy the Silence (Reinterpreted)" – 3:32
2. "Halo (Goldfrapp Remix)" – 4:22

CD: Mute / LCDBong34 (EU)
1. "Enjoy the Silence (Timo Maas Extended Remix)" – 8:41
2. "Enjoy the Silence (Ewan Pearson Remix [Radio Edit])" – 3:33
3. "Something to Do (Black Strobe Remix)" – 7:11

CD: Mute / XLCDBong34 (EU)
1. "Enjoy the Silence (Richard X Extended Mix)" – 8:22
2. "Enjoy the Silence (Ewan Pearson Extended Remix)" – 8:39
3. "World in My Eyes (Cicada Remix)" – 6:18
4. "Mercy in You (The BRAT Mix)" – 7:03

12": Mute / 12Bong34 (EU)
1. "Enjoy the Silence (Timo Maas Extended Remix)" – 8:41
2. "Enjoy the Silence (Ewan Pearson Extended Remix)" – 8:39

12": Mute / L12Bong34 (EU)
1. "Something to Do (Black Strobe Remix)" – 7:11
2. "World in My Eyes (Cicada Remix)" – 6:18
3. "Photographic (Rex the Dog Dubb Mix)" – 6:20

12": Mute / XL12Bong34 (EU)
1. "Halo (Goldfrapp Remix)" – 4:22
2. "Clean (Colder Version)" – 7:09
3. "Little 15 (Ulrich Schnauss Remix)" – 4:52

Promo 2x12": Mute / P12Bong34 (EU)
1. "Enjoy the Silence (Timo Maas Extended Remix)" – 8:41
2. "Enjoy the Silence (Ewan Pearson Extended Remix)" – 8:39
3. "Enjoy The Silence (Richard X Extended Mix)" - 8:22
4. "Enjoy The Silence (Ewan Pearson Extended Instrumental)" - 8:35

Promo 12": Mute / PL12Bong34 (EU)
1. "Something to Do (Black Strobe Remix)" – 7:11
2. "World in My Eyes (Cicada Remix)" – 6:18
3. "Photographic (Rex the Dog Dubb Mix)" – 6:20

Promo 12": Mute / PXL12Bong34 (EU)
1. "Halo (Goldfrapp Remix)" – 4:22
2. "Clean (Colder Version)" – 7:09
3. "Little 15 (Ulrich Schnauss Remix)" – 4:52

Radio Promo CD: Mute / RCDBong34 (EU)
1. "Enjoy the Silence (Reinterpreted By Mike Shinoda)" – 3:32
2. "Enjoy the Silence (Richard X Mix)" – 3:30
3. "World in My Eyes (Ewan Pearson Remix (Radio Edit))" – 3:33

12": Reprise / 42757-0 (US)
1. "Enjoy the Silence (Timo Maas Extended Remix)" – 8:41
2. "Enjoy the Silence (Ewan Pearson Extended Remix)" – 8:39
3. "Enjoy the Silence (Richard X Extended Mix)" – 8:22
4. "World in My Eyes (Cicada Remix)" – 6:18

CD: Reprise / 42757-2 (US)
1. "Enjoy the Silence (Reinterpreted)" – 3:32
2. "Enjoy the Silence (Timo Maas Extended Remix)" – 8:41
3. "Enjoy the Silence (Ewan Pearson Extended Remix)" – 8:39
4. "Enjoy the Silence (Richard X Extended Mix)" – 8:22
5. "World in My Eyes (Cicada Remix)" – 6:18
6. "Something to Do (Black Strobe Remix)" – 7:11

Promo 12": Reprise / PRO-A-101419A (US)
1. "Enjoy the Silence (Reinterpreted)" – 3:32
2. "Nothing (Headcleanr Rock Mix)" – 3:30
3. "Halo (Goldfrapp Remix)" – 4:22

Promo 2x12": Reprise / PRO-A-101430 (US)
1. "Enjoy the Silence (Reinterpreted)" – 3:32
2. "Enjoy the Silence (Ewan Pearson Extended Remix)" – 8:39
3. "Enjoy the Silence (Richard X Extended Mix)" – 8:22
4. "Enjoy the Silence (Timo Maas Extended Remix)" – 8:41
5. "World In My Eyes (Cicada Remix)" – 6:18
6. "Something To Do (Black Strobe Remix)" – 7:11

Promo CD: Reprise / PRO-CDR-101419 (US)
1. "Enjoy the Silence (Reinterpreted)" – 3:33
2. "Nothing (Headcleanr Rock Mix)" – 3:31
3. "Halo (Goldfrapp Remix)" – 4:22